# طلسم گرگ (فیلم)
طلسم گرگ (انگلیسی: Wolf Totem) فیلمی در ژانر درام به کارگردانی ژان-ژاک آنو است که در سال ۲۰۱۵ منتشر شد.